# ستيوارت فيلوز
ستيوارت فيلوز (بالإنجليزية: Stewart Fellows)‏ هو لاعب كرة قدم بريطاني، ولد في 9 أكتوبر 1948 في ستوكتون أون تيز ‏ في المملكة المتحدة. لعب مع نادي كينغز لين ونادي يورك سيتي ونيوكاسل يونايتد.